# Chrystus w Ogrójcu (obraz Paula Gauguina)
Chrystus w Ogrójcu (fr. Le Christ dans le jardin des Olivers) – obraz olejny namalowany pod koniec 1889 przez francuskiego malarza Paula Gauguina podczas jego pobytu w Pont-Aven.

## Historia
To wyjątkowe dzieło zostało namalowane w ostatnim tygodniu 1889, po gwałtownej sprzeczce z Vincentem van Goghiem, który po przeprowadzce z Paryża na południe Francji miał nadzieję na stworzenie kolonii artystów. W efekcie konfliktu van Gogh obciął sobie ucho, a Gauguin pospiesznie wyjechał do Pont-Aven w Bretanii.

## Opis
Przedstawiony na obrazie Chrystus ma czerwone włosy i brodę, podobnie jak Gauguin. Obraz ten musiał wiele dla niego znaczyć, z uwagi na to, jak często czuł potrzebę wyjaśniania jego przesłania.
Gauguin najpierw opisał obraz w liście do przebywającego w szpitalu psychiatrycznym w Saint-Remy van Gogha, napisanym w listopadzie 1889:

Mam w domu coś, czego Panu nie wysłałem, a co, jak sądzę, będzie Panu odpowiadać. To Chrystus w ogrodzie oliwnym – błękitno-zielone niebo, zmierzch, pochylone drzewa całe pokryte purpurą, ziemia fioletowa, a Chrystus, spowity w szatę koloru ciemnej ochry, ma pomarańczowoczerwone włosy. Ponieważ płótno to nie było przeznaczone do tego, żeby je zrozumieć, trzymam je od dłuższego czasu. Załączam tu jego szkic, żeby dać Panu o tym [obrazie] jakieś pojęcie.

.
Później wspomniał o obrazie w liście do Émile’a Bernarda, napisanym nieco później:

Trzymam to płótno niepotrzebnie, żeby pokazać je van Goghowi [Theo]; będzie ono jeszcze mniej zrozumiałe, niż ta reszta. Wysłałem jego szkic w liście do Vincenta, który napisał mi równie smutny list.